# Marnon Busch
Marnon-Thomas Busch (Stade, Németország, 1994. december 8. –) egyszeres német korosztályos válogatott labdarúgó, a Heidenheim játékosa.

## Pályafutása
Mielőtt 2007-ben csatlakozott volna a Werder Bremen akadémiájához megfordult a SSV Hagen és a TuS Güldenstern Stade csapatainál. Végig járta a korosztályos csapatokat, majd a 2012-13-as szezonban debütált Werder Bremen II csapatában a BSV Rehden ellen csereként 7 perc játéklehetőséget kapva. 2014. augusztus 23-án debütált az első csapatban a Bundesligában a Hertha BSC ellen a 85. percben váltotta Izet Hajrovićt. 2016 júniusában egy szezonra kölcsönbe vette az 1860 München csapata. 2017 júniusában három évre szerződtette a Heidenheim csapata.
2009-ben egy alkalommal szerepelt a német U15-ös labdarúgó-válogatottban.

## Statisztika
2023. március 4-i  állapot szerint.
| Klub             | Szezon           | Bajnokság | Bajnokság | Kupa  | Kupa | Európa | Európa | Egyéb | Egyéb | Összesen | Összesen |
| Klub             | Szezon           | Mérk.     | Gól       | Mérk. | Gól  | Mérk.  | Gól    | Mérk. | Gól   | Mérk.    | Gól      |
| ---------------- | ---------------- | --------- | --------- | ----- | ---- | ------ | ------ | ----- | ----- | -------- | -------- |
| Werder Bremen II | 2012–13          | 28        | 1         | 0     | 0    | –      | –      | –     | –     | 28       | 1        |
| Werder Bremen II | 2013–14          | 6         | 0         | 0     | 0    | –      | –      | –     | –     | 6        | 0        |
| Werder Bremen II | 2014–15          | 10        | 0         | 0     | 0    | –      | –      | 2     | 0     | 12       | 0        |
| Werder Bremen II | 2015–16          | 28        | 0         | 0     | 0    | –      | –      | –     | –     | 28       | 0        |
| Werder Bremen II | Összesen         | 72        | 1         | 0     | 0    | 0      | 0      | 2     | 0     | 74       | 1        |
| Werder Bremen    | 2014–15          | 9         | 1         | 1     | 0    | –      | –      | –     | –     | 10       | 1        |
| Werder Bremen    | Összesen         | 9         | 1         | 1     | 0    | 0      | 0      | 0     | 0     | 10       | 1        |
| 1860 München     | 2016–17          | 11        | 0         | 0     | 0    | –      | –      | 2     | 0     | 13       | 0        |
| 1860 München     | Összesen         | 11        | 0         | 0     | 0    | 0      | 0      | 2     | 0     | 13       | 0        |
| 1860 München II  | 2016–17          | 4         | 0         | 0     | 0    | –      | –      | –     | –     | 4        | 0        |
| 1860 München II  | Összesen         | 4         | 0         | 0     | 0    | 0      | 0      | 0     | 0     | 4        | 0        |
| Heidenheim       | 2017–18          | 10        | 1         | 2     | 0    | –      | –      | –     | –     | 12       | 1        |
| Heidenheim       | 2018–19          | 32        | 0         | 3     | 0    | –      | –      | –     | –     | 35       | 0        |
| Heidenheim       | 2019–20          | 33        | 0         | 2     | 0    | –      | –      | 2     | 0     | 37       | 0        |
| Heidenheim       | 2020–21          | 30        | 1         | 1     | 0    | –      | –      | –     | –     | 31       | 1        |
| Heidenheim       | 2021–22          | 28        | 0         | 1     | 0    | –      | –      | –     | –     | 29       | 0        |
| Heidenheim       | 2022–23          | 20        | 2         | 2     | 0    | –      | –      | –     | –     | 22       | 2        |
| Heidenheim       | Összesen         | 153       | 4         | 11    | 0    | 0      | 0      | 2     | 0     | 166      | 4        |
| Karrier összesen | Karrier összesen | 249       | 8         | 12    | 0    | 0      | 0      | 6     | 0     | 267      | 8        |